# Duke Kahanamoku
Duke Paoa Kahinu Mokoe Hulikohola Kahanamoku (* 24. August 1890 in Honolulu, Königreich Hawaiʻi; † 22. Januar 1968 in Honolulu, Hawaii, Vereinigte Staaten) war dreimal Schwimmolympiasieger und gilt allgemein als Begründer des modernen Wellenreitens. Nach einem Rückgang im 19. wurde es Anfang des 20. Jahrhunderts durch Kahanamoku wiederentdeckt und weltweit populär gemacht.

## Leben

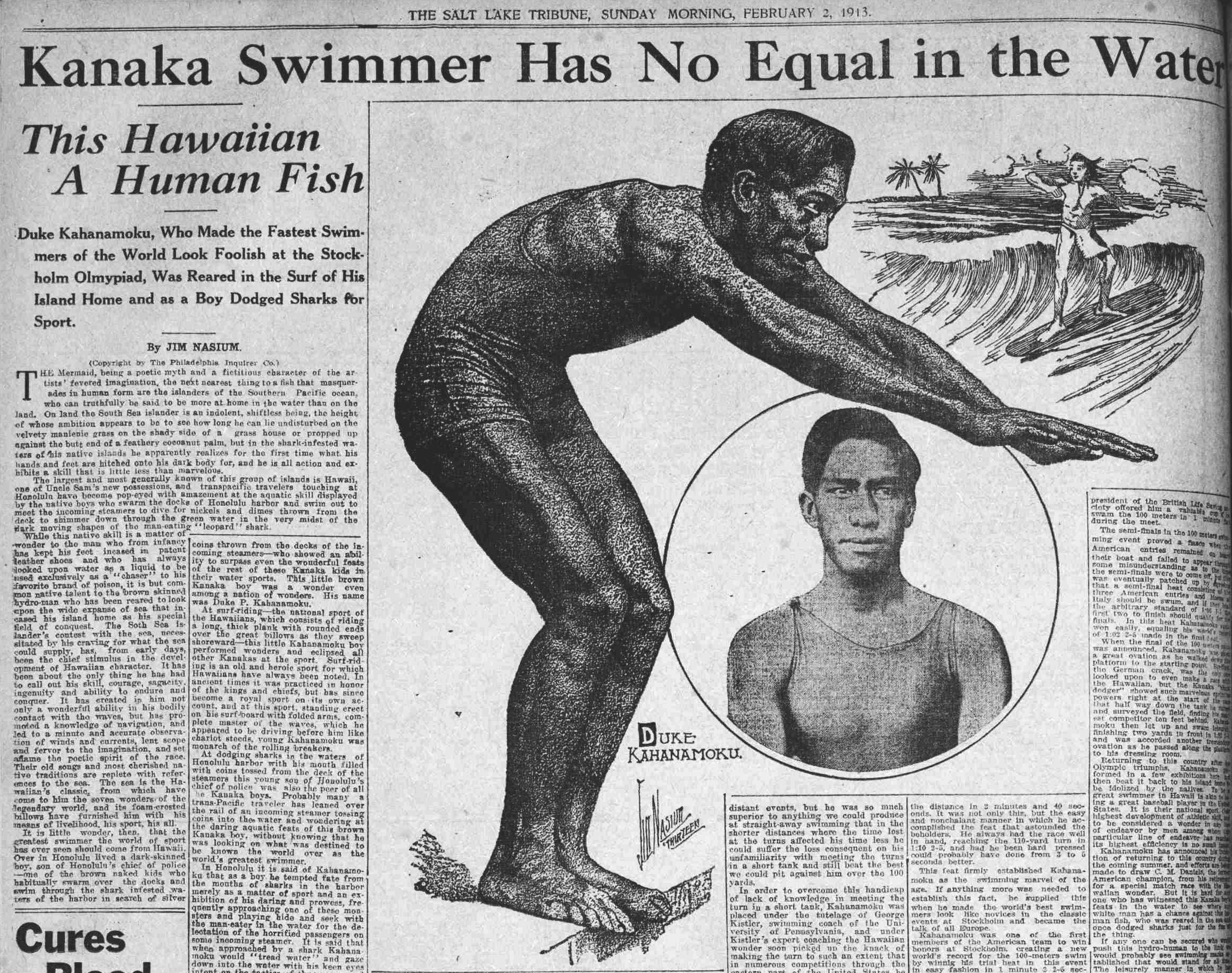
The Salt Lake Tribune, 2. Februar 1913, Feature über Duke Kahanamoku

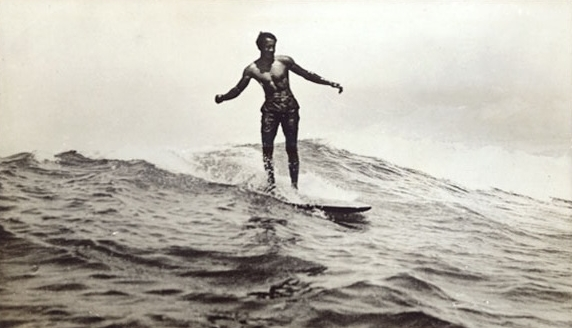
Duke Kahanamoku beim Wellenreiten vor Waikīkī. Fotografie von A. R. Gurrey, Jr., um 1910

Duke (deutsch „Herzog“) ist Kahanamokus Vorname. Bereits sein Vater wurde so getauft, zu Ehren von Prinz Alfred von Sachsen-Coburg-Gotha, Duke of Edinburgh, der 1869 zur Zeit seiner Geburt Hawaiʻi besucht hatte. Der Name Duke ging dann auf den ältesten Sohn über.
Während seiner Jugend begann Kahanamoku, ein Vorläufermodell der heutigen Surfbretter zu entwickeln und orientierte sich dabei an den seit Jahrhunderten bekannten hawaiischen Langbrettern (hawaiisch olo ‚langes Wellenreitbrett‘). Das „papa nui“ (großes Brett) genannte Brett bestand aus Holz der Koa-Akazie, war 4,80 Meter lang und wog 52 Kilogramm. Das Brett besaß keine Finne.
Am 11. August 1911 nahm Kahanamoku an einem Schwimmwettkampf im Hafenbecken von Honolulu teil. Über 100 Yards (91,44 Meter) Freistil erreichte er dabei eine Zeit von 55,4 Sekunden, womit er den Weltrekord von Frederick Lane von 1901 um 4,6 Sekunden und den Weltrekord von Richard Cavill von 1902 um 3,0 Sekunden unterbot. Er unterbot auch den Rekord über 220 Yards (201,17 Meter) und egalisierte den Rekord über 50 Yards (45,72 Meter). Doch die Amateur Athletic Union hegte Zweifel an diesen Zeiten und erkannte diese Leistungen erst viele Jahre später an.
Trotzdem qualifizierte sich Kahanamoku mühelos für die Olympischen Spiele 1912. In der Qualifikation schwamm er über 200 Meter Freistil einen neuen Weltrekord. In Stockholm wurde er dann Olympiasieger über 100 m Freistil und gewann eine Silbermedaille mit der Staffel. Bei den Olympischen Spielen 1920 in Antwerpen gewann er über 100 m Freistil die Goldmedaille vor seinem Landsmann Pua Kealoha; auch mit der Staffel war er siegreich. Bei den Olympischen Spielen 1924 in Paris holte er über 100 m Freistil die Silbermedaille, hinter Johnny Weissmüller und vor seinem Bruder Samuel Kahanamoku. An den Olympischen Spielen 1932 in Los Angeles nahm er als Ersatzspieler im Wasserball teil, wurde aber nicht eingesetzt.
Zwischen den Olympischen Spielen und nach seinem Rücktritt vom Spitzensport reiste Kahanamoku in viele Länder zu Schwimmvorführungen, insbesondere nach Australien und in die USA. Bei diesen Veranstaltungen stellte er auch das Surfen vor, das bis dahin nur auf Hawaiʻi bekannt gewesen war. 1912 nahm er auch an den Deutschen Schwimmmeisterschaften teil und gewann den Titel über 100 Meter im Freistil.
1940 heiratete er Nadine Alexander, Tochter eines wohlhabenden US-amerikanischen Geschäftsmannes, die ihn meist auf seinen Reisen begleitete.
Während seiner Aufenthalte in Südkalifornien wirkte Kahanamoku in zahlreichen Hollywood-Filmen mit. Dabei machte er Bekanntschaft mit Leuten, die mithalfen, die Popularität des Surfsports noch zu erhöhen. Duke Kahanamoku war der Erste, der sowohl in die Ruhmeshalle des internationalen Schwimmsports als auch in die Surfing Hall of Fame aufgenommen wurde. Nach ihm wurden die Duke Kahanamoku Invitational Surfing Championships benannt. Von 1932 bis 1961 war er Sheriff von Honolulu. Aufgrund seiner Verdienste ist die ihm zu Ehren errichtete Statue am Waikīkī Beach oft mit Leis (Blumengirlanden) geschmückt.
Kahanamoku war ein Mitglied im Bund der Freimaurer, seine Loge Hawaiian Lodge No. 21 ist in Honolulu ansässig. Duke Kahanamoku starb am 22. Januar 1968 im Alter von 77 Jahren in Honolulu an einem Herzinfarkt.

## Dokumentarfilm
Die 2021 produzierte dokumentarische Hommage über Kahanamoku wurde von Isaac Halasima gedreht. Der anderthalbstündige Dokumentarfilm zeichnet die Leistungen von Kahanamoku nach. Es kommen Nachfahren, Historiker, Wissenschaftler und andere Sportler zu Wort und in historischen Aufnahmen wird sein Leben nacherzählt. Die Dokumentation basiert auf dem Buch Waterman: The Life and Times of Duke Kahanamoku von David Davis, als Sprecher fungiert Jason Momoa.

## Filmografie (Auswahl)
- 1925: Poker, Liebe und Eifersucht (Adventure)
- 1926: Der Ponnyexpreß (The Pony Express)
- 1926: Korsaren (Old Ironsides)
- 1927: Die Lulu von Honolulu (Hula)
- 1929: Die Rettung (The Rescue)
- 1929: Der weiße Tiger (Where East Is East)
- 1948: Im Banne der roten Hexe (Wake of the Red Witch)
- 1955: Keine Zeit für Heldentum (Mister Roberts)